# Woohoo
Woohoo (с англ. — «У-у!») — второй сингл американской певицы Кристины Агилеры из её шестого студийного альбома Bionic (2010), записанный при участии Ники Минаж, выпущенный 25 мая 2010 года. Песня спродюсирована Polow da Don. Характеризуется как электро-урбанистический трек для танцпола, с элементами R'n'B и Регги.

## Композиция
Woohoo написан под влиянием танцевального регги и R’n’B. В припеве Агилера поет необычным для себя голосом. Песня включает семплы из венгерской песни «Add már uram az esőt». Rob Harvilla из The Village Voice описал песню как смесь Молочного Коктейля и Губного Блеска с электро-ритмами. Песню назвали «Танцами в школьном дворе», сравнили с «Чирлидерским скандированием» из песни Гвен Стефани Hollaback Girl.

## Живое выступление
Агилера прорекламировала песню на выступлении в 2010 MTV Movie Awards, где она исполняла попурри из Bionic, Not Myself Tonight и Woohoo. Во время исполнения Woohoo на причинном месте Кристины загорелось мигающее сердечко.

## Позиции в чартах
| Чарты (2010)       | Peak Позиция |
| ------------------ | ------------ |
| Canadian Hot 100   | 46           |
| German Black Chart | 10           |
| UK Singles Chart   | 148          |
| US Billboard 100   | 79           |